# Or Yehuda
Or Yehuda (Hebreeuws: אור יהודה - 'licht van Juda'), is een Israëlische stad in het district van Tel Aviv, gelegen op een hoogte van 24 meter. De stad telt ongeveer 38.900 inwoners (2022) en bestaat geheel uit Joodse Israëliërs.
Or Yehuda is vernoemd naar Yehuda Elkalai, een van de oprichters van het religieus zionisme in de tweede helft van de 19e eeuw. Or Yehuda werd in 1949 als vestigingsplaats voor nieuwe immigranten van Sefardisch-Joodse achtergrond gesticht. In 1988 kreeg het de status van stad.
In Bijbelse tijden lag hier de stad Kefar Ono. Or Yehuda ligt dicht bij de internationale Luchthaven Ben-Gurion.
In Or Yehuda bevindt zich het Babylonian Jewry Heritage Center, een oudheidkundig museum over de geschiedenis van het oude Israël, met name over de tijd omtrent de Babylonische ballingschap. Eveneens bevindt zich er het internationale hoofdkwartier van Magic Software Enterprises, een groot Israëlisch softwarebedrijf.